# Jamajčanski kanal
Jamajčanski kanal je tjesnac koji, zajedno s Privjetrinskim prolazom koji se nalazi sjevernije, razdvaja otoke Jamajku i Hispaniolu u Karipskom moru. Zbog svog položaja oko 1,000 kilometres (620 mi) sjeveroistočno od Panamskog kanala, to je glavni pomorski put kojim često prolaze brodovi koji plove s istočnih obala Sjedinjenih Država i Kanade, kao i iz Europe, prema odredištima u Tihom oceanu.
Tjesnac je širok oko 190 km, s dubinama do 1,200 m.

## Otok Navassa
U tjesnacu oko 55 km zapadno od Haitija nalazi se otok Navassa, nenaseljeni i sporni otok veličine 5.2 km2.

## Vanjske poveznice
- Pogled iz zraka.